# 657 (szám)
A 657 (római számmal: DCLVII) egy természetes szám.

## A szám a matematikában
A tízes számrendszerbeli 657-es a kettes számrendszerben 1010010001, a nyolcas számrendszerben 1221, a tizenhatos számrendszerben 291 alakban írható fel.
A 657 páratlan szám, összetett szám, kanonikus alakban a 32 · 731 szorzattal, normálalakban a 6,57 · 102 szorzattal írható fel. Hat osztója van a természetes számok halmazán, ezek növekvő sorrendben: 1, 3, 9, 73, 219 és 657.
Húszszögszám.
A 657 négyzete 431 649, köbe 283 593 393, négyzetgyöke 25,63201, köbgyöke 8,69338, reciproka 0,0015221. A 657 egység sugarú kör kerülete 4128,05275 egység, területe 1 356 065,327 területegység; a 657 egység sugarú gömb térfogata 1 187 913 226,7 térfogategység.